# Polyandrocarpa chendurensis
Polyandrocarpa chendurensis is een zakpijpensoort uit de familie van de Styelidae. De wetenschappelijke naam van de soort is voor het eerst geldig gepubliceerd in 1985 door Renganathan & Krishnaswamy.